# 广平路
广平路，中国元朝的路。
元世祖至元十五年（1278年），改洺磁路为广平路。治所在永年县（今河北省邯郸市永年区东南）。下辖邯郸县、永年县、成安县、广平县、曲周县、鸡泽县、武安县、肥乡县、威州、磁州。包括今河北省邯郸市、永年县、磁县、成安县、广平县、曲周县、鸡泽县、武安市、肥乡县等地。明太祖洪武年间改为广平府。民国二年（1913年）废除广平府。